# スイミー (餌料)
スイミーは、日本ペットフード（発売当初は吉田飼料）が発売した錦鯉用の餌。形状は顆粒状である。

## CM
CMでは金魚用の餌「エンゼル缶」とともにCMソングが有名になる。テレビ朝日の藤子アニメの枠内で頻繁に放送されていた。